# Whitchurch (Hampshire)
Whitchurch – miasto i civil parish w Anglii, w hrabstwie Hampshire, w dystrykcie Basingstoke and Deane. Leży 19 km na północ od miasta Winchester i 90 km na zachód od Londynu. W 2001 roku miasto liczyło 4343 mieszkańców. W 2011 roku civil parish liczyła 4870 mieszkańców. Whitchurch jest wspomniana w Domesday Book (1086) jako Witcerce.